# Шэк, Бет
Бет Шэк (англ. Beth Shak; 8 ноября 1969, США) — американский дизайнер обуви, общественный деятель и игрок в покер.

## Биография
Бет Шэк родилась 8 ноября 1969 года в США.
Бет начала профессионально играть в покер в 2004 году. Также Шэк является дизайнером обуви и общественным деятелем.
В 1990-х—2009 годах Бет была замужем за игроком в покер Дэниелом Шэком (род.1960). У бывших супругов есть трое детей: дочь Линди Шварц (род.1995), сын Остин Шварц (род.1997) и ещё один сын, чьи имя и дата рождения неизвестны.